# Mălureni
Mălureni est une commune roumaine située dans le județ d'Argeș.